# Kevin Levin
 (janvier 2008).
Si vous disposez d'ouvrages ou d'articles de référence ou si vous connaissez des sites web de qualité traitant du thème abordé ici, merci de compléter l'article en donnant les références utiles à sa vérifiabilité et en les liant à la section « Notes et références ».
Kévin Ethan Levin, alias Kévin 11, est un personnage de fiction de la série télévisée Ben 10. A priori, son nom de famille, révélé dans la seconde série, est un jeu de mots sur l'anglais « eleven », qui signifie « 11 » (Kévin Ethan Levin → Kévin E. Levin → Kévin Eleven → Kévin 11).
Adolescent délinquant doté de pouvoirs rencontré par le héros Ben Tennyson durant la première saison, Kévin joue le rôle d'un antagoniste pendant toute la série originale, cherchant à se venger du héros pour l'avoir accidentellement transformé en monstre. Dans la suite Ben 10: Alien Force, le personnage évolue en une sorte de anti-héros, toujours cynique et parfois enclin à des gestes pas forcément honnêtes mais avec un meilleur fond.

## Histoire du personnage

### Passé (avant les trois séries)
Kévin est le fils de Devin Levin, un plombier Osmosien (une race d'extra-terrestre capable d'absorber l'énergie) et d'une humaine dont le nom n'a pas encore été révélé. Alors qu'il était encore un enfant, son père périt en cours de mission en se sacrifiant pour protéger son partenaire Max Tennyson contre Ragnarok, un dangereux criminel extra-terrestre.
Après la mort de Devin, la mère de Kévin se remaria avec un humain nommé Harvey Hackett. Ces secondes noces furent profondément mal vécues par Kévin, qui voyait son beau-père comme un obstacle pour l'affection de sa mère. Hackett, de son côté, était apparemment mal à l'aise avec la nature extra-terrestre de son beau-fils.
Finalement, à un certain point, Kévin absorba pour la première fois de l'énergie et détruisit accidentellement la maison familiale. Rendu mentalement instable par cette utilisation incontrôlée de ses pouvoirs, il interpréta la dispute engendrée par cet incident comme une forme d'abandon et quitta sa famille. Devenu garçon des rues, méprisé et brutalisé pour ses pouvoirs, il continua d'en abuser, renforçant de plus en plus son comportement sociopathe.

### Série Ben 10
À l'âge de 11 ans, Kevin rencontre pour la première fois Ben Tennyson dans une arcade (épisode Kevin 11), alors que ce dernier voyage en vacances avec sa cousine et son grand-père. Ben se lie d'amitié avec Kevin, et le sauve peu après d'une bande de brutes en tant qu'AXLR. Peu après, Kevin commence à avoir une certaine influence néfaste sur Ben, le conduisant à l'accompagner pour voler des jeux vidéo dans un entrepôt. Mais cette tentative tourne mal, et ils se retrouvent dans une situation fâcheuse. N'ayant d'autres choix, Ben se transforme en le Dard pour les tirer d'affaire, révélant ainsi ses pouvoirs à son camarade. Vivement intéressé par de tels capacités, Kevin propose à Ben de faire équipe. Sans trop de méfiance, Ben accepte.
Leur équipe est de courte durée : lorsque Kevin tente de provoquer un accident de métro, sans se soucier du nombre énorme de morts qu'il risque de faire, Ben estime qu'il va trop loin et se retourne contre lui. Dans la brève bagarre qui en résulte, Kevin découvre un nouvel aspect de ses pouvoirs : en absorbant une partie de l'énergie d'un alien de l'Omnitrix, il peut se transformer partiellement en cet alien pour un temps limité. Après avoir absorbé accidentellement l'énergie d'Inferno, il parvient à s'enfuir tandis que Ben/Inferno est occupé à stopper l'accident de métro.
Désormais doté des pouvoirs pyrokinésiques d'Inferno, Kevin retrouve les brutes qui l'avaient terrorisées, et en use pour se venger d'eux. Cependant, il reprend sa forme humaine malgré lui lorsqu'il a utilisé toute l'énergie. Lorsque Ben tente ensuite de l'empêcher de tuer les brutes neutralisées, il absorbe l'énergie de Quad, et use des pouvoirs ainsi acquis pour le combattre. Ben l'emporte finalement, et, reprenant forme humaine, tente de le convaincre de venir avec lui et d'essayer de se réconcilier avec la société. Kevin profite cependant du retour du garçon à sa forme humaine pour tenter de lui arracher l'Omnitrix. Cette dernière repousse la tentative en lui envoyant une décharge d'énergie, qui ramène Kévin à sa forme humaine et le prive apparemment de ses pouvoirs. Il fuit, mais, à la fin de l'épisode, s'avère capable de générer une flamme depuis sa main.
Kevin réapparaît dans Dédoublement, où on appris la raison de sa faculté à produire du feu : en recevant la décharge, il a absorbé les énergies de tous les aliens de l'Omnitrix, lui donnant la faculté de se transformer en n'importe lequel des dix extra-terrestres originaux simplement en y pensant, et de le rester pour une durée illimitée. Cependant, il est désormais incapable de rester humain plus de quelques minutes,le plaçant dans une situation opposée à celle de Ben lui-même. Considérant Ben responsable de sa situation, il use de ses différentes formes aliens pour commettre de vrais crimes partout dans les États-Unis, autant pour le profit que pour ruiner la réputation de son ex-ami (ou plutôt de ses formes aliens).
Finalement, lors d'un combat contre Ben en tant que Quad, il perd totalement le contrôle des transformations, et devient une espèce d'hybride de toutes les formes aliens à la fois. Après cette atroce mutation, il constate qu'il ne peut plus reprendre forme humaine ni revenir à une forme alien, et hait encore plus Ben pour cela. Alors qu'il est sur le point de le tuer, il est finalement frappé par des soldats venus l'arrêter, et tombe du haut d'un pont, disparaissant dans l'eau. Il est laissé pour mort, mais à la fin de l'épisode, on peut voir des bulles à la surface de l'eau, suggérant sa survie.
Il s'avère dans Les Gladiateurs qu'il a survécu à la noyade, grâce aux branchies de la Mâchoire. Toujours sous forme hybride, il affirme qu'il possède désormais tous les pouvoirs des aliens de l'Omnitrix en plus du sien, faisant de lui "Kevin 11" (par opposition au 10 de Ben 10, qui représente le nombre d'aliens de départ sur l'Omnitrix). Kevin tente de se venger de Ben une nouvelle fois, mais tous deux sont capturés par le robot Slix Vigma, et contraints de combattre dans ses jeux de gladiateurs. Face à cette situation, ils n'ont d'autre choix que de s'allier pour survivre et élaborer un plan d'évasion. Durant cette période, Ben contribue à réparer les désavantages de la forme mutante de Kevin, en lui apprenant à combiner ses pouvoirs pour en compenser la faiblesse.
Malgré cette coopération fructueuse, l'objectif primordial de Kevin reste toujours d'assassiner Ben. Lorsque tous deux tentent de s'évader, Kevin trahit Ben au dernier moment après avoir détruit Slix Vigma, et tente de l'éliminer une fois pour toutes. Jubilant que, quel que soit l'alien en lequel Ben se transformait, il les connaissait tous. Il ignorait que Ben avait débloqué Boulet de Canon, en qui il s'était transformé juste au moment où Kevin s'apprêtait à le tuer, avant de monter dans une capsule de sauvetage. Kevin 11 faillit faire irruption dans la capsule lorsqu'il fut arrêté par Technorg , que Ben avait épargné et envers qui il avait déclaré une dette de vie. Après que Technorg eut aidé Boulet de Canon à s'échapper du vaisseau de Slix Vigma, il s'occupa de Kevin à bord.
Kevin 11 revient dans Double Vengeance, où il s'avère avoir pris le contrôle du vaisseau de Slix Vigma. Il retrouve alors Vilgax emprisonné dans la glace, le libère accidentellement, le combat et finit par s'allier à lui pour vaincre leur ennemi commun. Après une longue course-poursuite contre leur ennemi commun, il parvient à arracher l'Omnitrix à son porteur (il est d'ailleurs le premier à y être parvenu dans toute la série), mais il trahit Vilgax au dernier moment, ce qui a finalement pour conséquence de permettre à Ben et Gwen de récupérer l'appareil, tandis que lui et Vilgax se retrouvent enfermés dans une dimension parallèle, le Vide Absolu.

#### Ben 10: Protector of Earth
Kevin 11 apparaît sous sa forme hybride dans le jeu vidéo Ben 10 : Protector of Earth, où il s'échappe du Vide Absolu (ici appelé « Néant Absolu » à la suite d'une erreur de traduction) pour tenter de se venger de Ben. Il capture Max, mais Ben sauve son grand-père et bat Kévin. À la fin du combat, un Portail vers le Néant Absolu s'ouvre, et Kevin supplie Ben de le sauver, mais il est aspiré avant que Ben ne puisse faire quelque chose. Ben reconnaît ensuite que son ennemi a subi un sort que même lui ne méritait pas.

#### Futur possible
Dans le futur alternatif présenté dans les épisodes Retour dans le futur et Ken 10, Kevin s'évade du Vide Absolu grâce à l'aide de son fils Devlin et celle involontaire de Ken, le fils de Ben. Devenu adulte, il peut désormais reprendre forme humaine et se changer en une autre forme hybride plus puissante que son ancienne (créée en absorbant des énergies aliens supplémentaires dans le Vide Absolu), qui lui permet de mériter son nouveau nom de Kevin 11000. De plus, il a toujours quelques aptitudes aliens sous sa forme humaine, comme la vitesse d'AXLR et une résistance surhumaine (il ne lui a fallu que quelques secondes pour se remettre après avoir été frappé par le Géant).
Après un combat au cours duquel Kevin réussit presque à tuer Ben, Ken et Devlin (qui est déçu par l'attitude de son père) s'allient contre lui pour le battre, mais sont vite mis à terre. Furieux de voir son fils blessé, Ben se transforme en Géant et écrase presque Kevin, le ramenant à sa forme humaine. Il est ensuite réabsorbé par une grenade de capture et renvoyé dans le Vide Absolu.
Ce futur fait partie de la catégorie des épisodes What if ? de la série, et n'est donc pas dans la même continuité que Ben 10: Alien Force.

### Entre les deux séries
Dans les cinq années entre la série originale et Alien Force, Kévin, toujours coincé dans le Vide Absolu, fut transféré à la prison d'Incarceon. Remarquant son agressivité, l'un des détenus plus âgés, Kwarrel, l'approcha pour lui proposer une aide. D'abord réticent, Kévin finit par accepter, et Kwarrel le prit sous son aile, lui apprenant à contrôler sa rage et ses pouvoirs afin de reprendre forme humaine. Il lui apprit également à utiliser ses pouvoirs pour absorber la matière, lui permettant de s'en servir sans risque pour sa stabilité mentale. Peu après, tous deux tentèrent une évasion en utilisant un tunnel creusé par Kwarrel, mais furent assaillis par Morgg, un garde d'Incarceon éprouvant une rancœur particulière envers Kwarrel. Dans la confusion de la bagarre, Kwarrel se sacrifia pour permettre à Kévin de fuir.
Sitôt sortit d'Incarceon, Kévin trouva un moyen de rentrer sur Terre. Il retrouva aussitôt ses parents, et se réconcilia avec eux. Il se lança ensuite dans une carrière de trafic d'armes aliens afin de combler son manque d'argent.

### Ben 10: Alien Force
Kevin réapparait dès Ben 10, le Retour, où il tente de vendre illégalement une technologie alien particulièrement dangereuse aux Aliens ADN et à la Confrérie des Chevaliers, mais son marchandage est interrompu par une intervention de Ben, Gwen et le plombier Magister Labru. Ravi de retrouver son vieil ennemi pour une revanche, il l'affronte aussitôt, mais est vaincu et capturé, tandis que son stock d'armes de haute technologie est emmené par ses "clients" sans être payé.
Magister Labru lui offre alors une chance de se racheter en les aidant à retrouver les armes. Bien que toujours rancunier envers Ben, Kevin accepte, essentiellement dans l'espoir d'obtenir sa paye, et les conduit au repaire des Chevaliers. Durant la bataille qui s'ensuit, Magister subit une blessure fatale en protégeant Kevin, qui, redevable, accepte d'aider Ben et Gwen à achever la mission du plombier. Il combat ensuite aux côtés de Ben et Gwen face aux Aliens ADN, et finit par accepter, malgré sa rancune, de rester avec eux pour le combat contre la menace des Commandants Suprêmes.
Tout au long de la série, Kévin remplit dans le groupe le rôle de technicien et d'informateur. Il développe également une relation amoureuse avec Gwen, et devient un membre honoraire des Plombiers à partir de l'épisode 14.
Au début de la saison 3, Kévin tente de pirater l'Omnitrix pour permettre à Ben de réutiliser le Code Maître. Mais l'opération tourne mal : l'Omnitrix est endommagée par le coup, et Kévin, après avoir pris une rafale d'énergie de l'appareil, se retrouve transformé une nouvelle fois, avec un corps segmenté composé de divers matériaux (roche, métal, bois, etc) et dans l'impossibilité de reprendre forme humaine, le forçant à utiliser un masque holographique pour dissimuler son apparence. En contrepartie, il gagne la faculté de changer ses membres en armes. Kévin est dégoûté d'être redevenu un "monstre", et s'assombrit durant cette partie de la série, au point de tenter à une occasion de faire équipe avec Darkstar pour retrouver son apparence normale.
Plus tard, Ragnarok, l'extra-terrestre responsable de la mort du père de Kévin, s'échappe du Vide Absolu pour retrouver ce qu'il cherchait avant d'être emprisonné : la clé d'une machine permettant d'absorber l'énergie du Soleil de la Terre. Apprenant par sa mère de quoi Ragnarok est responsable, Kévin se met en tête de l'affronter pour venger son père, et va même jusqu'à repousser plusieurs fois l'aide de Ben et Gwen. Lorsque Ragnarok trouve finalement la clé et active la machine, Kévin l'endommage, provoquant une déstabilisation qui les met tous deux en danger. Kévin réussit à s'agripper, et Ragnarok le supplie de le sauver, argumentant que son père ne l'aurait pas laissé à la mort, mais Kévin choisit à la place de lui prendre la clé, le laissant chuter vers le soleil avant de quitter le vaisseau sur le point d'exploser.
Dans "La Bataille Finale", Kévin et Gwen sont tous deux capturés par Albedo et Vilgax pour isoler Ben, puis servir d'otages et le convaincre de céder l'Omnitrix. Le stratagème est un succès, l'intervention de Max permet au trio de s'échapper. Dans la contre-attaque qui suit, et où l'Omnitrix est détruite, il est révélé que c'était la montre qui maintenait Kévin sous sa forme mutante, et il retrouve son aspect normal. Gwen et lui s'embrassent ensuite pour la première fois dans la série.

### Ben 10: Ultimate Alien
Kévin réapparaît dans Ben 10: Ultimate Alien, jouant essentiellement le même rôle que dans Alien Force. Lorsqu'il est révélé qu'Aggregor, l'antagoniste majeur de cette saison, est lui aussi un Osmosien, Kévin se montre de plus en plus préoccupé par la situation, et s'applique plus férocement que d'ordinaire à le stopper. Dans "Ultimate Aggregor", Paradox intervient pour avertir Kévin de se rappeler qui sont ses amis. Plus tard dans le même épisode, Kévin révèle que l'absorption d'énergie alien engendre des tendances psychotiques chez les Osmosiens (d'où son attitude dans la série originale) et tente de convaincre Aggregor de ne pas absorber l'énergie des cinq aliens qu'il a capturé (Ra'ad, Galapagus, P'andor, Bivalvan et Andréas), en vain.
Dans La Forge de la Création, Kévin, dans un effort désespéré de stopper Aggregor, absorbe volontairement l'énergie de l'Ultimatrix, provoquant une nouvelle mutation. Bien qu'il parvienne aisément à vaincre Aggregor, la mutation engendre un retour de ses tendances psychotiques, au point qu'il absorbe les pouvoirs d'Aggregor et tente presque de le tuer. Il quitte ensuite le groupe.
Désormais encore plus fou qu'avant, Kévin commence à se lancer dans une série de règlements de comptes. Dans Aucune prison n'est assez grande, il retourne de son plein gré à Incarceon pour tuer Morgg, l'assassin de Kwarrel. Sa tentative réussit presque, mais, à son insu, Morgg est sauvé par Ben et Gwen.
Kévin se lance ensuite à la poursuite de son ancien camarade Argit dans Les Ennemis de mes Ennemis. Utilisant Argit comme appât, Ben et Gwen attirent Kévin jusqu'à l'Académie des Plombiers, mais s'avèrent incapable de le vaincre. Argit parvient finalement à s'en sortir en faisant le mort. Durant le combat, Kévin épargne Gwen, suggérant qu'il a conservé une part de ses sentiments pour elle.
Dans le double-épisode Pouvoir Absolu, Kévin, maintenant assoiffé de puissance, commence à pourchasser tous les aliens présents sur Terre pour les vider de leur énergie et s'approprier leurs pouvoirs. Après qu'il a absorbé les pouvoirs des apprentis Plombiers et de Dr Vicktor, Ben redouble d'efforts pour le retrouver et l'éliminer, engendrant des tensions avec Gwen. Avec l'aide provisoire de Darkstar, Gwen et Ben finissent par capturer Kévin et absorber son surplus d'énergie grâce à un fragment du Dominius Librarium, le ramenant à son état d'origine et restaurant sa sanité. Darkstar tente ensuite de les trahir en s'emparant du Dominius Librarium, mais Ben, ayant prévu la situation, libère les pouvoirs et les renvoie à leurs propriétaires d'origine.

## Apparence
Dans la série originale, Kevin est un garçon mince et maigre avec les cheveux noirs jusqu'aux épaules, la peau pâle et les yeux brun foncé avec des marques noires décolorées autour d'eux (signe qu'un Osmosian a récemment absorbé de l'énergie). Il portait un T-shirt noir déchiré, des bracelets noirs cloutés, un pantalon de cargaison marron, des chaussures noires aux pieds et un collier de cadenas qui est un butin de son premier crime: voler un vélo et l'utiliser pour s'enfuir à New York. Après avoir absorbé une Omnitrix rétroaction, Kevin a pu se transformer en des copies exactes de tous les aliens débloqués, manquant un symbole Omnitrix. Après l'énergie accable Kevin, il mute en Kevin 11, un mélange aléatoire des parties des aliens de l'Omnitrix dit étrangers ce qui a complètement détruit ses vêtements, sauf pour ses pantalons cargo.
Dans Alien Force, Kevin a grandi dans un jeune homme grand et musclé. Ses yeux manquent maintenant les marques noires (comme son corps complètement récupéré et cessé d'absorber l'énergie). Sa tenue normale est un T-shirt noir serré sur une chemise à manches longues gris, un pantalon bleu et des chaussures de combat noires. Ses cheveux, bien que toujours long, est appelé un mulet haché. De temps en temps, on le voit vêtu d'une veste de mécanicien taché d'huile bleue avec de légère manches courtes sur une chemise blanche musclée, un pantalon bleu et ses chaussures de combat noires. Après avoir traversé une seconde mutation, un mélange déséquilibré de matières diverses, la transformation détruit complètement ses vêtements, excepté ses slips. En conséquence, Kevin a dû porter un masque d'identité en public pour apparaître humain. Dans sa seconde mutation , il ressemblait à un mélange de matériaux solides tels que la pierre, le bois et le métal. Pendant le temps de Kevin comme Ultime Kevin, son apparence est à nouveau un mélange déséquilibré de divers étrangers qui sont actuellement accessibles à Ben par son Omnitrix.
Plus tard dans la série, Kevin cultive quelques moustaches de menton et sa chemise grise gagne des rayures. Dans Arme XI: Partie 2 , Kevin obtient la même cicatrice en forme de croix à son menton que le Futur Kevin a.

## Personnalité
Kévin est turbulent, rebelle, cynique et peu scrupuleux : il voit peu d'inconvénient à voler ou commettre des activités illégales, et considère le trafic d'armes comme un travail d'affaire. Même dans Alien Force, il est vu occasionnellement agir de façon pas forcément honnête : il ne résiste pas à la tentation de voler des bijoux dans le château de la Confrérie des Chevaliers, accumule un nombre spectaculaire d'amendes qu'il ne paye jamais et maintient ses contacts avec d'autres criminels, comme l'escroc Argit. Il a été suggéré dans Opération Dragon que la Confrérie des Chevaliers a réussi à l'utiliser comme intermédiaire pour contacter Ben en échange d'argent. On sait aussi qu'il a abandonné Vulkanus aux Plombiers en plein milieu d'une affaire dans le passé, bien qu'il l'ait regretté par la suite.
Du fait de son expérience dans les rues, et plus tard dans le monde criminel, Kévin a développé un tempérament plus réaliste, voir cynique, que l'idéalisme parfois excessif de Ben. Il est plus à même de se savoir de ceux dont il faut se méfier : il n'a immédiatement pas confiance en Mike Morningstar, et s'avère peu après avoir eu raison.
La part la plus sombre du tempérament de Kévin est probablement son caractère vindicatif. Il a du mal à pardonner le mal qu'on lui a fait, et est très enclin à la rancune. Dans la première série, ses mauvaises actions sont très majoritairement motivées par son désir de vengeance envers la société, et par la suite envers Ben. Même après leur réconciliation dans Alien Force, Kévin garde un fond de rancœur envers lui, ce qu'il exprime usuellement par des sarcasmes ou des boutades qu'il lui adresse occasionnellement, bien que cela tende à disparaître peu à peu. Dans Vendetta, il n'a aucun scrupule à abandonner à sa mort Ragnarok, le meurtrier de son père.
Cependant, Kévin a aussi montré un bon fond, essentiellement sortant dans Alien Force. Il est redevable de ceux qui lui apportent de l'aide ou lui sauvent la vie, ayant par exemple consenti à rester allié avec Ben suivant les dernières volontés de Magister Labru, qui s'est sacrifié pour le sauver. La saison 2 révèle qu'il a une admiration pour les actions héroïques de son père en tant que Plombier, et que c'est aussi en partie dans l'espoir de suivre ses traces qu'il a accepté de l'aider.
Dans l'épisode 8, Verdona, la grand-mère de Ben et de Gwen, a signalé que, lorsqu'il était jeune, Max était aussi aventureux et chahuteur que Kevin, ce qui signifierait que ces deux personnages se ressemblent légèrement dans un sens.

## Pouvoirs
En tant qu'Osmosien, Kévin possède la capacité naturelle d'absorber par contact physique l'énergie ambiante. Ce pouvoir a des effets radicalement différents selon l'énergie absorbée, et se divise essentiellement en trois catégorie : l'énergie électrique, celle des êtres vivants et celle de la matière.
Lors de sa première apparition dans Kévin 11, il absorbe essentiellement l'énergie électrique, puisée dans les machines et circuits de son entourage, détruisant les machines dans le procédé s'il en aspire trop. L'énergie absorbée s'accumule en son corps à la façon d'une batterie, et peut ensuite être projetée de ses mains pour différentes utilisations, telles que contrôler les appareils et projeter des décharges électrique suffisamment dangereuses pour tuer. Toutefois, cette énergie s'épuise à long terme s'il s'en sert trop, le forçant à se recharger régulièrement.
Plus tardivement dans le même épisode, il est révélé qu'il est aussi capable d'absorber l'énergie d'êtres vivants, principalement des extra-terrestres. Le procédé laisse l'alien indemne, bien qu'Aggregor, un des ennemis de Ben lui aussi Osmosien, ait démontré qu'il était possible d'absorber l'énergie d'une créature jusqu'à ce que mort s'ensuive. Une fois l'énergie absorbée, Kévin voit son apparence alternée physiquement pour ressembler davantage à l'alien, et gagne les mêmes capacités, avec 1/10e de la puissance d'origine. Comme avec l'électricité, cette acquisition est limitée par le temps que l'énergie met à s'épuiser, mais absorber l'énergie directement de l'Omnitrix permet d'acquérir durablement les capacités d'aliens, bien qu'avec un contrôle faible et des risques de finalement muter en une créature hybride de tous les aliens dont les énergies absorbés. Dans Ultimate Alien, il est révélé qu'absorbé des énergies d'origines aliens cause chez les Osmosiens des tendances psychotiques, expliquant l'attitude de Kévin dans la série originale.
Entre la série originale et Alien Force, Kévin apprend à maîtriser la troisième forme que peut prendre son pouvoir, c'est-à-dire absorber l'énergie de la matière pour pouvoir continuer à user de ses pouvoirs sans risque pour son équilibre mental. Cette forme de pouvoir lui permet de simuler la matière touchée (généralement du métal) pour en former une couche autour de son corps, lui donnant ainsi la même consistance. L'armure ainsi formée, sans gêner ses capacités de mouvement, le protège des coups, et lui donne un certain degrés de force surhumaine. Cette couche n'est pas indestructible cependant, et peut être brisée par une attaque suffisamment forte ou répétée. Plus tard dans la série, Kévin développe de nouvelles façons d'utiliser ce pouvoir, telles que couvrir d'autres personnes de la même substance de façon temporaire, transformer ses mains en armes telles que des épées et des fléaux ou souder des métaux par simple contact physique.
Outre son pouvoir d'absorption, Kevin a acquis dans Alien Force une connaissance relativement efficace des technologies et informations aliens qui peut s'avérer utile. Enfin, il est le seul capable de conduire normalement sa voiture, qui sert de transport au groupe, alors que Ben s'est avéré un conducteur lamentable lors de son unique essai.

### Mutations
Tout au long de la saga, Kévin est passé à travers différentes mutations physiques, liées le plus souvent à une perte de contrôle de ses pouvoirs d'absorption. À l'exception notable de la mutation de la saison 3 d'Alien Force, toutes engendrent un trouble mentale le rendant psychotique.

#### Série originale
La première mutation de Kévin est provoquée dans Dédoublement, lorsque Kévin, après avoir absorbé l'énergie contenue dans l'Omnitrix, échoue à en conserver le contrôle. Il est alors changé en un hybride chaotique des 10 aliens originaux de l'Omnitrix, forme qu'il garde pendant toute la série :
- la tête, le corps, les yeux gauches, les jambes et le nombre de bras de Quad, avec les cheveux qu'il possédait avant;
- l'œil droit du Têtard Gris;
- l'antenne, les branchies et les dents de la Mâchoire;
- le dos de Biotech;
- les ailes du Dard;
- le bras droit d'Incassable;
- le bras gauche d'Inferno;
- les deux bras, les branchies et la fourrure de Sauvage;
- la piste oculaire de Spectral;
- la queue d'AX-L-R;

Cette forme possédait les pouvoirs combinés des 10 aliens, avec cependant seulement 1/10e de leur puissance d'origine. Toutefois, il n'a jamais démontré qu'il possédait les capacités du Têtard Gris, de Spectral, ou de Biotech. Également, il semble parfois oublier d'utiliser certains pouvoirs, comme le vol du Dard.
Dans le futur alternatif de Ben 10000, Devlin, le fils de Kévin, possède la capacité de prendre cette forme à volonté. Cependant, il contrôle cette capacité. Il a été libéré de cette forme en prison, grâce à un ami, qui s'est sacrifié pour que Kevin s'échappe. Son ami lui a aussi appris à absorber la matière.

#### Futur alternatif de Ben 10000
Dans le futur alternatif où Ben est devenu Ben 10000, Kévin n'a jamais changé de côté et est resté prisonnier du Vide Absolu, jusqu'à sa libération par son fils Devlin (Qui a probablement réussi à s'évader du Vide Absolu). Durant son temps dans le Vide Absolu, il a continué d'absorber de l'ADN alien, lui permettant d'acquérir une nouvelle forme mutante :
- la main droite de Quad avec la patte de Sauvage ;
- La tête, l'épaule droite et le corps d'Inferno, mais avec les parties habituellement rouges devenues noires et la silhouette de sa tête est plus similaire à celle de Spectral.
- un tentacule jaillissant de son avant-bras droit avec la peau de Biotech et une extrémité semblable à la queue d'A-X L-R. Ce tentacule peut projeter de l'électricité comme le font les Mégawatts ;
- Les pieds-tentacules des gardiens du Vide Absolu ;
- Les bras de Sauvage ;
- L'aile droit des gardiens du Vide Absolu mais avec la même composition qu'Inferno, toujours noire et jaune ;
- L'aile gauche du Dard
- Le cri ultra-sonique de Ben Loup-garou (toujours violet comme celui du Yenaldooshi) ;

À l'inverse de la première mutation, celle-ci est parfaitement contrôlée, ce qui signifie que Kévin peut alterner à volonté entre sa forme mutante et sa forme humaine. Il conserve cependant sa personnalité psychotique et une partie des pouvoirs aliens en forme humaine, comme la vitesse d'AXLR.

#### Entre les deux séries
Dans les flashbacks de la saison 6 d’Omniverse, Kevin a été élevé dans le vide absolu par les visionnaires un groupe de supers méchants. Il servait de conducteur pour leur transmettre des pouvoirs aliens. Ils se sont rendus sur terre afin de récupérer de l’ADN dans l’omnitrix, ce qui a lui causé une nouvelle mutation.
- Le corps de boulet de canon.
- Les griffes, la peau et les gousses de fruits de Végétal.
- Les épaules de Benviktor.
- Les yeux lasers de Visio (Deux bras et œil droit).
- La queue, la bouche et l’ingestion de matière de Gobe-Tout.
- Les nœuds sensoriels et jambes de Duplico.
- La carapace d’Artiguana.
- Les bandages et la couronne de Benmomie.
- La nageoire de tête et les yeux de menton de Géant.

#### Alien Force, saison 3
Kévin mute pour la deuxième fois dans la saison 3 d'Alien Force, à la suite du contact avec une Omnitrix surchargée à la suite d'une tentative de piratage. Il garde la mutation pendant toute la saison, et y concentre une part importante de ses efforts à essayer de retrouver sa forme humaine. Lors du final de la série, il est révélé que c'était l'Omnitrix qui le maintenait sous cette forme, et la destruction de la montre le ramène à son état d'origine.
Contrairement à ses autres mutations, celle-ci ne se composait pas de différentes parts d'aliens, mais de matériaux (diamant, métal, roche...). Son corps en gardait une force et une résistance accrue, ainsi qu'une nouvelle capacité de déformer ses membres pour les changer en armes. Il conserve ce pouvoir après son retour à sa forme humaine.Cependant, cette forme mutante est la seule qui n'ait pas causé à Kévin des troubles psychotiques.

#### Ultimate Alien, saison 1
Dans l'épisode La Forge de la Création, Kévin est contraint d'absorber de l'énergie de l'Ultimatrix pour acquérir la puissance nécessaire à stopper Aggregor. Cependant, cette nouvelle mutation restaure son penchant psychotique, et il quitte le groupe. Il est ramené à son état normal dans le final de saison, grâce à un fragment du Dominius librarium.
Cette mutation se rapprochait de celles de la série originale, dans le sens où elle était un hybride de différentes aliens de l'Ultimatrix :
- le torse, la queue, le bassin, les muscles et la force d'Enormosaure ;
- La peau, les pieds et la majorité de la tête de Super-Jet, tout en gardant les cheveux et la forme de menton de sa forme humaine ;
- l'œil gauche d'Ultimate Enormosaure;
- le bras gauche de Régénérator, avec l'épaule d'Aimantosaure et la griffe de Bengalosaure;
- le bras droit d'Incassable, avec la pince d'Aimantosaure en guise de main et des cristaux de Mégachrome sur l'épaule ;
- deux des pattes gauches de Méga-Méninge ;
- l'un des bras droits d'Arachno-singe ;
- les ailes et les antennes-capuchon de Glacial ;
- la capacité à avoir quatre bras et la force de Quad ;

Contrairement à la première mutation de la série originale, cette nouvelle mutation ne semble pas avoir de limitations claire concernant les pouvoirs : Kévin semble pouvoir les utiliser à pleine puissance plutôt qu'à 10 % (bien que cela ne soit pas confirmé), et il a démontré la capacité à utiliser les pouvoirs d'aliens dont il ne possédait aucune part physiquement (comme changer son bras en glu pour utiliser les pouvoirs de Transformo). Également, il conserve l'aptitude d'absorber des pouvoirs supplémentaire, et en fait davantage usage.

## Relations avec les autres personnages

### Ben Tennyson/Ben 10
Au début de la série originale, Ben et Kevin tendaient plutôt à être amis. Par la suite, si Ben n'a apparemment jamais oublié qu'il avait été ami avec Kevin, ce dernier, en revanche, s'est mis à complètement le détester, l'estimant responsable de ses difficultés à contrôler les formes aliens de l'Omnitrix, puis de son atroce mutation en hybride d'aliens. Même dans Les Gladiateurs, où ils sont contraints de faire équipe, Kevin ne parvient pas à réprimer sa haine, et, toutes les fois où il réapparaît dans les saisons suivantes, son principal objectif reste d'assassiner Ben.
Dans Ben 10 : Alien Force, la haine de Kevin paraît ressurgir un peu lorsqu'il ré-affronte Ben, et il garde toujours par la suite une certaine difficulté à lui pardonner, n'hésitant pas à le critiquer et à émettre des sarcasmes à son encontre. De son côté, Ben se méfie de lui au premier abord, et critique souvent son attitude encore un peu malhonnête par moments. Néanmoins, leur relation s'est considérablement améliorée : malgré sa rancune, Kevin tente désormais bien d'aider Ben, et Ben n'hésite pas à intervenir pour le tirer d'affaire. D'ailleurs, dans l'épisode 6, Kevin retient Ben lorsque ce dernier tente d'arrêter Max, l'empêchant ainsi de mourir lui aussi dans l'explosion. De même, il admet dans l'épisode 15 qu'il se faisait du souci pour lui. Dans Ben 10 : Ultimate Alien, Kévin finit par avouer que Ben est devenu son meilleur ami.

### Gwen Tennyson
Bien que certains fans aient déjà imaginé des choses sur les deux personnages à l'époque, il y a peu à dire sur la relation entre Gwen et Kevin dans la première série, ces deux personnages n'étant que rarement vus ensemble de façon proche. On peut seulement noter que Gwen est dès le début inquiète de l'influence que Kevin exerce sur Ben, et que Kevin la prend brièvement en otage dans Double Vengeance afin d'obliger (avec succès) Ben à se rendre et à céder l'Omnitrix.
Cependant, leur relation prend une tournure plus particulière dans Ben 10 : Alien Force. En effet, plusieurs passages, plus ou moins subjectifs, montrent que Kevin éprouve des sentiments amoureux pour Gwen. Cela semble réciproque, comme le prouve par exemple le fait qu'elle prend souvent sa défense contre les reproches de Ben. Toutefois, Kevin se refuse à admettre cela, alors que Gwen en parle sans honte.
À la fin de la saison 2, lorsque Gwen prend temporairement sa forme d'Adonite pour venir en aide à Kévin, celui-ci lui demande de redevenir humaine parce qu'il ne veut pas la perdre. Elle lui obéit et ils s'enlacent tous les deux. Par la suite, ils se rapprochent encore davantage et ils finissent par sortir ensemble.

### Vilgax
Kevin a rencontré le seigneur extra-terrestre Vilgax dans Double Vengeance, et l'a alors combattu, avant de faire équipe avec lui pour se venger de Ben et lui prendre l'Omnitrix. Néanmoins, cette alliance était plutôt une alliance de circonstance et s'est révélée fragile, Kevin admettant mal de recevoir des ordres de Vilgax, tandis que ce dernier le traitait plutôt avec mépris en raison de son état d'hybride d'aliens. D'ailleurs, Kevin trahit Vilgax au dernier moment, ce qui leur vaudra d'échouer. Par conséquent, les deux personnages ne s'apprécient guère, et ils ne feront plus équipe par la suite.

### Parents
Les parents de Kevin n'ont été vus qu'une fois dans la série. Dans la première série, il affirme avoir été abandonné par sa famille à cause de ses pouvoirs, ses parents ne voulant pas d'un monstre comme fils.
On apprend dans Alien Force que le père génétique de Kevin était un Plombier, et bien qu'il ne l'ai jamais vu, il semble admirer le peu que sa mère lui a dit à son sujet. On apprend aussi que Kevin s'est apparemment réconcilié avec sa mère, puisqu'il va la voir à la fin de l'épisode 14.
Dans la saison 3, on apprend que son père s'appelait Devin Levin.